# Französischer Meister (Basketball)
Ein Französischer Meister im Basketball ist die jeweils jährlich erfolgreichste Mannschaft einer Französischen Basketball-Meisterschaft. Erstmals wurde 1921 mit dem Stade français ein Französischer Meister im Basketball gekürt. Seitdem gab es 31 verschiedene Titelträger.
Seit der Spielzeit 1987/88 wird der Französische Meister durch die Ligue Nationale de Basket (LNB) ermittelt.
Rekordtitelträger der Herren ist ASVEL Lyon-Villeurbanne mit 20 gewonnenen Meisterschaften. Berücksichtigt man nur die Titel seit der Gründung der LNB, dann ist Limoges CSP mit acht Titeln Rekordmeister.
Neben der Französischen Meisterschaft wird auch ein Pokalwettbewerb ausgespielt, siehe Französischer Pokalsieger.

## Herren

### Französische Basketball-Meister
| Jahr | Saison                    | Team                       | Stadt            |
| ---- | ------------------------- | -------------------------- | ---------------- |
| 2024 | LNB Pro A 2023/24         | AS Monaco                  | Monaco           |
| 2023 | LNB Pro A 2022/23         | AS Monaco                  | Monaco           |
| 2022 | LNB Pro A 2021/22         | ASVEL Lyon-Villeurbanne    | Lyon             |
| 2021 | LNB Pro A 2020/21         | ASVEL Lyon-Villeurbanne    | Lyon             |
| 2020 | LNB Pro A 2019/20         | kein Meistertitel vergeben |                  |
| 2019 | LNB Pro A 2018/19         | ASVEL Lyon-Villeurbanne    | Lyon             |
| 2018 | LNB Pro A 2017/18         | Le Mans Sarthe Basket      | Le Mans          |
| 2017 | LNB Pro A 2016/17         | Élan Sportif Chalonnais    | Chalon-sur-Saône |
| 2016 | LNB Pro A 2015/16         | ASVEL Lyon-Villeurbanne    | Lyon             |
| 2015 | LNB Pro A 2014/15         | Limoges CSP                | Limoges          |
| 2014 | LNB Pro A 2013/14         | Limoges CSP                | Limoges          |
| 2013 | LNB Pro A 2012/13         | JSF Nanterre               | Nanterre         |
| 2012 | LNB Pro A 2011/12         | Élan Sportif Chalonnais    | Chalon-sur-Saône |
| 2011 | LNB Pro A 2010/11         | SLUC Nancy Basket          | Nancy            |
| 2010 | LNB Pro A 2009/10         | Cholet Basket              | Cholet           |
| 2009 | LNB Pro A 2008/09         | ASVEL Lyon-Villeurbanne    | Lyon             |
| 2008 | LNB Pro A 2007/08         | SLUC Nancy Basket          | Nancy            |
| 2007 | LNB Pro A 2006/07         | Chorale Roanne Basket      | Roanne           |
| 2006 | LNB Pro A 2005/06         | Le Mans Sarthe Basket      | Le Mans          |
| 2005 | LNB Pro A 2004/05         | Strasbourg IG              | Straßburg        |
| 2004 | LNB Pro A 2003/04         | Élan Béarnais Pau-Orthez   | Pau / Orthez     |
| 2003 | LNB Pro A 2002/03         | Élan Béarnais Pau-Orthez   | Pau / Orthez     |
| 2002 | LNB Pro A 2001/02         | ASVEL Lyon-Villeurbanne    | Lyon             |
| 2001 | LNB Pro A 2000/01         | Élan Béarnais Pau-Orthez   | Pau / Orthez     |
| 2000 | LNB Pro A 1999/00         | CSP Limoges                | Limoges          |
| 1999 | LNB Pro A 1998/99         | Élan Béarnais Pau-Orthez   | Pau / Orthez     |
| 1998 | LNB Pro A 1997/98         | Élan Béarnais Pau-Orthez   | Pau / Orthez     |
| 1997 | LNB Pro A 1996/97         | Paris Basket Racing        | Paris            |
| 1996 | LNB Pro A 1995/96         | Élan Béarnais Pau-Orthez   | Pau / Orthez     |
| 1995 | LNB Pro A 1994/95         | Olympique d’Antibes        | Antibes          |
| 1994 | LNB Pro A 1993/94         | CSP Limoges                | Limoges          |
| 1993 | LNB Nationale A1 1992/93  | CSP Limoges                | Limoges          |
| 1992 | LNB Nationale 1A 1991/92  | Élan Béarnais Pau-Orthez   | Pau / Orthez     |
| 1991 | LNB Nationale 1A 1990/91  | Olympique d’Antibes        | Antibes          |
| 1990 | CCHN Nationale 1A 1989/90 | CSP Limoges                | Limoges          |
| 1989 | CCHN Nationale 1A 1988/89 | CSP Limoges                | Limoges          |
| 1988 | CCHN Nationale 1A 1987/88 | CSP Limoges                | Limoges          |

### Häufigste Titelträger
| Verein                         | Anzahl der Titel | Jahre |
| ------------------------------ | ---------------- | --- |
| ASVEL Lyon-Villeurbanne        | 21               | 1949, 1950, 1952, 1955, 1956, 1957, 1964, 1966, 1968, 1969, 1971, 1972, 1975, 1977, 1981, 2002, 2009, 2016, 2019, 2021, 2022 |
| Limoges CSP                    | 11               | 1983, 1984, 1985, 1988, 1989, 1990, 1993, 1994, 2000, 2014, 2015                                                             |
| Élan Béarnais Pau-Lacq-Orthez  | 9                | 1986, 1987, 1992, 1996, 1998, 1999, 2001, 2003, 2004                                                                         |
| Foyer Alsacien Mulhouse        | 7                | 1924, 1925, 1926, 1928, 1929, 1930, 1931                                                                                     |
| Le Mans Sarthe Basket          | 4                | 1978, 1979, 1982, 2006, 2018                                                                                                 |
| Paris Basket Racing            | 4                | 1951, 1953, 1954, 1997 |
| Olympique d’Antibes            | 3                | 1970, 1991, 1995 |
| BC Alsace de Bagnolet          | 3                | 1961, 1962, 1967 |
| Élan Sportif Chalonnais        | 2                | 2012, 2017 |
| Chorale Roanne Basket          | 2                | 1959, 2007 |
| Stade français                 | 2                | 1921, 1927 |
| CAUFA Reims                    | 2                | 1932, 1933 |
| CA Mulhouse                    | 2                | 1935, 1937 |
| SCPO Paris                     | 2                | 1936, 1938 |
| FC Grenoble                    | 2                | 1943, 1944 |
| Étoile de Charleville-Mézières | 2                | 1958, 1960 |
| AS Berck                       | 2                | 1973, 1974 |
| ASPO Tours                     | 2                | 1976, 1980 |
| SLUC Nancy Basket              | 2                | 2008, 2011 |
| AS Monaco                      | 2                | 2023, 2024 |
| JSF Nanterre                   | 1                | 2013 |
| Cholet Basket                  | 1                | 2010 |
| Strasbourg IG                  | 1                | 2005 |
| ASC Denain-Voltaire            | 1                | 1965 |
| Marseille                      | 1                | 1948 |
| Éveil de Lyon                  | 1                | 1946 |
| Championnet Sport              | 1                | 1945 |
| Olympique Lillois              | 1                | 1934 |
| EN Arras                       | 1                | 1923 |
| ICAM Lille                     | 1                | 1922 |